# 黒田夏子
黒田 夏子（くろだ なつこ、本名：非公開、1937年3月23日 - ）は、日本の小説家。東京・赤坂出身。父はサンスクリット学者の辻直四郎。

## 経歴
4歳の時に母親が結核で死去し、自身も自宅療養する中、5歳の時に物語を書き始める。
小学校から高校まではカトリック系の湘南白百合学園に通った。高校の文芸部雑誌に「タミエ」の出る作品を初めて掲載する。その号に「遠い日の断章」という四行九連の詩を掲載した。早稲田大学教育学部国語国文学科に進学し、在学中に同人誌『砂城』を主宰した。
同時期、早大国文科の先輩に寺山修司と山田太一がおり、元NHKアナウンサーでエッセイストの下重暁子は同級生で同人誌仲間であった。大学卒業後は横須賀の緑ヶ丘女子高校に国語教師として2年間勤めた後、事務員、フリーの校正者、その他様々なアルバイトとして働く。
1963年、『毬』で読売短編小説賞に入選。1970年頃からは賞への応募や印刷物への公表はせず、執筆活動を続けた。
2012年9月、「早稲田文学」に投稿した『abさんご』で早稲田文学新人賞を受賞し、デビュー。2013年1月、同作で第148回芥川賞を受賞。75歳9か月での同賞受賞は史上最年長記録となった。

## 著書
- 『累成体明寂』（2010年12月 審美社 ISBN 978-4-7883-3136-5）
- 『abさんご』（2013年1月 文藝春秋 ISBN 978-4-16-382000-2）
  - 収録作品：abさんご / 毬 / タミエの花 / 虹
- 『感受体のおどり』（2013年12月 文藝春秋 ISBN 978-4-16-382840-4）
- 『abさんご・感受体のおどり』（2015年7月 文春文庫 ISBN 978-4-16-790399-2）
  - 収録作品：abさんご / 感受体のおどり
- 『群れない 媚びない こうやって生きてきた』（2014年6月 海竜社 ISBN 978-4-7593-1375-8） - 下重暁子と共著
- 『組曲 わすれこうじ』（2020年5月 新潮社 ISBN 978-4-10-353311-5）